# Jean-Jacques Hauer
Jean-Jacques Hauer ou Johann Jakob Hauer est un peintre allemand actif en France, né le 10 mars 1751 à Gau-Algesheim, localité qui faisait partie, alors, de l'électorat de Mayence, de nos jours en Rhénanie-Palatinat, mort le 3 juin 1829 à Blois.

## Biographie
Acte de baptême retranscrit par Charles Vatel : Anno 1757 (sic), die 10 Martii baptizatus est in Ecclesiâ Gau-Algeshemenci Joannes Jacobus, fil. leg. Georgii Philippi Hauer, sartoris et concivis, as Suzanne conj. - Patrinus Joannes Jacobus Hennefetter concivis.

## Œuvres
Par ordre alphabétique de lieux :

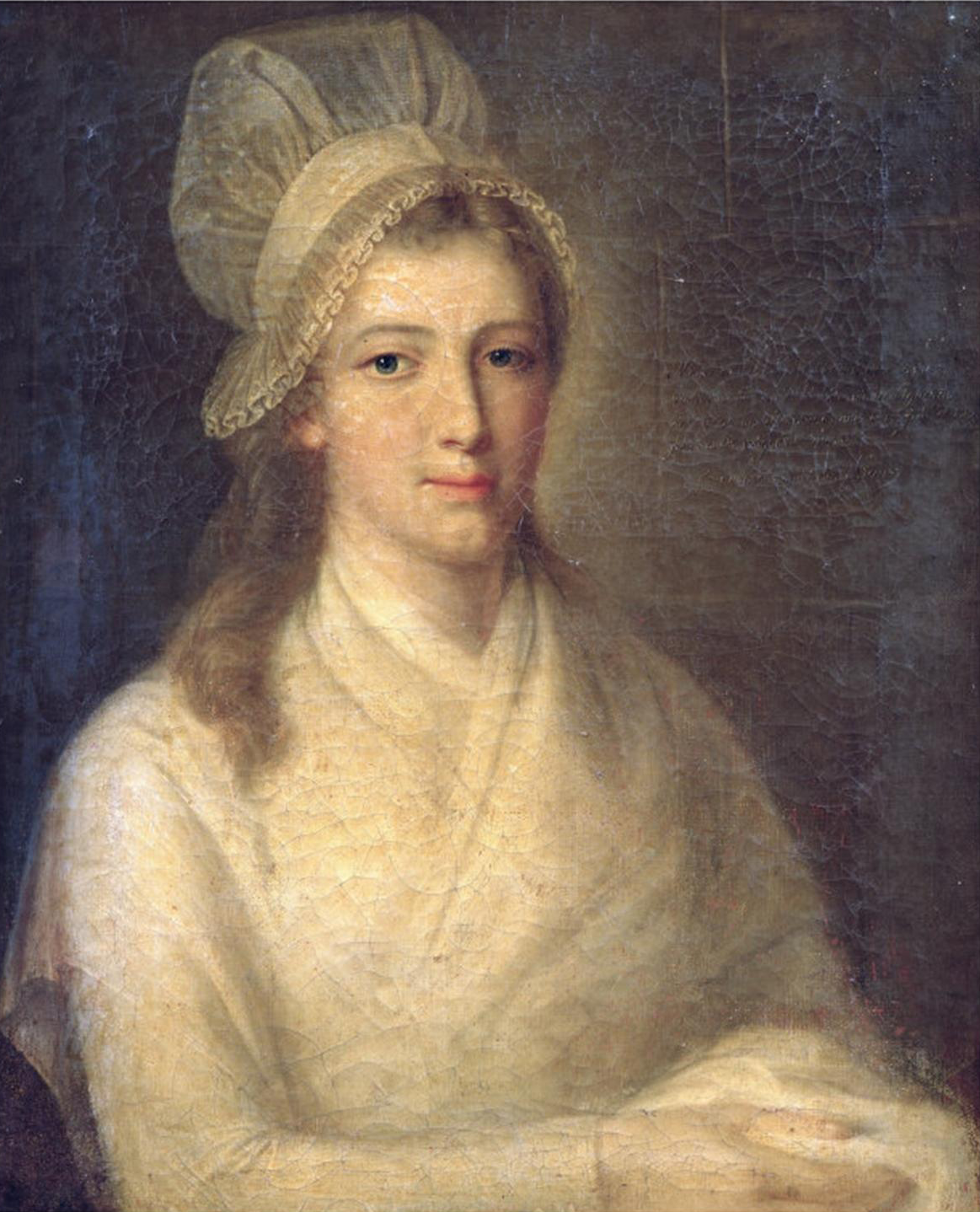
Portrait de Charlotte Corday, huile sur toile de Jean-Jacques Hauer, 1793, musée Lambinet, Versailles.

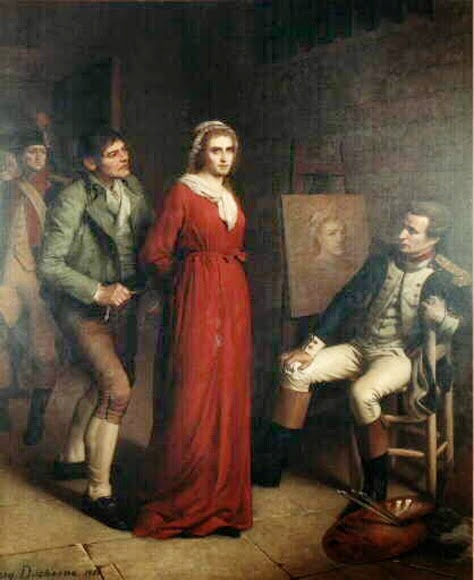
Hauer peignant le portrait de Charlotte Corday, huile sur toile d'Émery Duchesne, 1885, musée d'Art et d'Histoire de Lisieux.

- Huile sur toile, ex-voto, Blois cathédrale.
- Huile sur toile, Portrait du préfet du Loir-et-Cher Louis Chicoilet de Corbigny, 1829, Blois, château-musée.
- Pastel, Charlotte Corday, Versailles, musée Lambinet.
- Huile sur toile, La mort de Marat, signé et daté 1794, ancienne collection Vatel, Versailles, musée Lambinet.
- Huile sur toile, Charlotte Corday dans sa prison, Versailles, musée Lambinet.
- Huile sur toile, La confession de Louis XVI par l'abbé Edgeworth, Versailles, musée Lambinet.
- Huile sur toile, Les adieux de Louis XVI à sa famille, le 20 janvier 1793, Versailles, musée Lambinet.
- Huile sur toile, Charlotte Corday, Versailles, musée national du château.
- Huile sur toile, Les adieux de Louis XVI à sa famille, le 20 janvier 1793, Paris, musée Carnavalet.

## Iconographie
Émery Duchesne, Hauer peignant le portrait de Charlotte Corday, 1880, Lisieux, musée d'art et d'histoire. Le peintre Hauer est représenté en uniforme de commandant de la garde nationale.

## Journaux du temps cités par Vatel
« Le citoyen Haver, peintre, a dessiné d'après nature le portrait de Marie-Anne-Charlotte Corday. Il a été admis auprès d’elle dans l’intervalle qui sépara son jugement de son exécution. Les traits de son visage, comme les traits de son âme, présentoient un mélange étonnant de tous les contrastes. »

— Courrier français, n° 202, 21 juillet 1793 .

« Pendant qu'on interrogeoit l'accusée, un peintre qu'on dit être le citoyen Havre (c'est le nom allemand défiguré par la prononciation française), élève de David, dessinoit sa figure; elle s'en aperçue : Continuez, lui a-t-elle-dit; ne craignez pas que je change de position. »

— Le Thermomètre du Jour, n° du 24 juillet 1793.

## Texte de Lamartine
« L'artiste, qui avait ébauché les traits de Charlotte Corday devant le tribunal était M. Hauer, peintre et officier de garde nationale de la section du Théâtre-Français. Rentrée dans le cachot, elle pria le concierge de le laisser entrer pour achever son ouvrage. M. Hauer fut introduit. Charlotte le remercia de l'intérêt qu'il paraissait prendre à son sort et posa avec sérénité devant lui. On eût dit qu'en lui permettant de transmettre ses traits et sa physionomie à la postérité, elle le chargeait de transmettre son âme et son patriotisme visibles aux générations à venir. Elle s'entretint avec M. Hauer de son art, de l'événement du jour, de la paix que lui laissait l'acte qu'elle venait de consommer. Elle parla de ses jeunes amies d'enfance à Caen, et pria l'artiste de copier en petit le portrait en grand qu'il exécutait, et d'envoyer cette miniature à sa famille. »

— Alphonse de Lamartine, Histoire des Girondins, Bruxelles, 1851, vol. 3, p. 388.